# Храм Святого Фомы (Брно)
Храм Святого Фомы (чеш. Kostel svatého Tomáše) или Храм Благовещения Девы Марии и Святого апостола Фомы (чеш. Kostel Zvěstování Panny Marie a svatého Tomáše apoštola) — католический храм в городе Брно (Чехия). Трехнефная приходская церковь в стиле барокко была выстроена заново в 1661 году на месте сильно повреждённого ещё во время гуситских войн готического костела августинцев-эремитов. Располагается на Моравской площади.

## История
Монастырь августинцев в тогдашнем пригороде Брно был основан 2 февраля 1350 года Иоганном Генрихом, маркграфом Моравии, который пожелал разместить здесь родовой склеп. Ему оказывал поддержку его брат, Карл IV. Строительство началось в 1353 году, и был приглашен известный архитектор, Петер Парлер, который, разработал проект трёхнефной базилики. Монастырь предазначался для проживания 42 монахов и, при удачном завершении строительства, должен был бы стать самым большим августинским монастырём в Священной Римской империи. 13 мая 1356 года была освящена церковь монастыря, на месте которой и стоит нынешняя. Обряд освящения провёл епископ Оломоуца, Ян Очко. Карл IV, сюзерен Иоганна Генриха, передал в дар монастырю икону Мадонны Святотомской. Скорее всего, к тому времени был готов лишь фундамент, на котором стояла неоштукатуренная кирпичная кладка пресвитерия и клироса. Это событие упоминается в булле папы римского, Иннокентия VI, изданной в Авиньоне, 18 июля 1356 года.
Строительство оказалось не по карману Иоганну Генриху, и с 1366 п 1368 год Карл IV лично оплачивал строительство из своих доходов от серебряных рудников Кутна-Горы. Иоганн Генрих умер в 1375 году и был похоронен в пресвитерии церкви.
С 1381 года строительство вновь возобновилось. В этот период работы оплачивал сын Иоганна Генриха, Йост. Петер Парлер уже не принимал участия в строительстве.
В 1393 году Йост и его брат Прокоп преподносят в дар храму самый большой, и на сегодняшний момент, самый древний из сохранившихся колоколов в Брно. Его отливал венский мастер Йоханнес из Эйстета. В 1397 году строительство завершается. В 1410 году умирает Йост, и его хоронят перед главным алтарём, под плитой красного мрамора.
Во время гуситских войн, при осаде Брно в 1428 году, монастырь был сильно поврежден. Монастырь был вновь сильно повреждён во время Богемской войны, в 1467—1468 годах, после чего, в 1468 году, вокруг монастыря возвели крепостные стены. В 1500 году монастырь вновь пострадал от сильного пожара. Ремонтные работы продолжались до 1591 года.
В 1631 году Франц Магнис из Стражниц (нем. Franz Graf von Magnis auf Straßnitz) выделил средства на ремонт одной из капелл монастырского комплекса, но 16 июля 1641 года сильным ветром с храма срывает крышу, а через два года обрушается северная башня.
Во время шведской осады Брно 1645 года монастырь был снова сильно повреждён.
С 1661 по 1668 году, при поддержке австрийского императора Леопольда I, проводились работы по перестройке церкви, которыми руководил Джованни Баттиста Эрна. В результате получился барочный трёхнефный храм с двумя встроенными небольшими капеллами. С 1674 по 1676 год монументальный западный фасад был украшен статуями святых работы Яна ван дер Фюрта. В 1702 году Ян Матиас Матерн (чеш. Jan Matyáš Matern) увеличил южную башню храма.
В 1732—1752 годах старый монастырь и прелатура были полностью перестроены в стиле барокко. В строительстве принимали участие Мориц Гримм, который ещё с 1731 года перестраивал Марианскую капеллу и капеллу святого Креста. Обе капеллы в 1735 году были расписаны фресками работы Иоганна Георга Этгенса и украшены лепниной работы Иоганна Георга Шаубергера. В это же время для Марианской капеллы был создан великолепный серебряный алтарь работы аугсбургского ювелира Иоганна Георга Херкоммера (нем. Johann Georg Herkommer). В 1749—1752 годах Мориц Гримм переделал пресвитерий церкви в стиле барокко. Считается, что вместе с Морицем Гриммом, над барокизацией храма работал и его сын Франц Антон Гримм.
В 1784, после секуляризации церковного имущества Иосифом II, монастырь был упразднён, а монахи переехали в бывший женский цистерцианский монастырь в Старо-Брно.

## Интерьер
В южном нефе храма находится полихромная статуя в стиле высокой готики, известная как «Пьета Святого Фомы».
Портал прелатуры украшен статуями маркграфа Иоганна Генриха и его сына, Йоста, работы Йозефа Леонарда Вебера.
В храме похоронены Иоганн Генрих и его сын, Йост — в могиле прямо напротив главного алтаря. Вторая супруга-консорт Иоганна Генриха, Маргарита Опавская, как считается, тоже похоронена в этом храме.
Известный архитектор, Адольф Лоос был крещен в этом храме 1 января 1871 года.

## Галерея

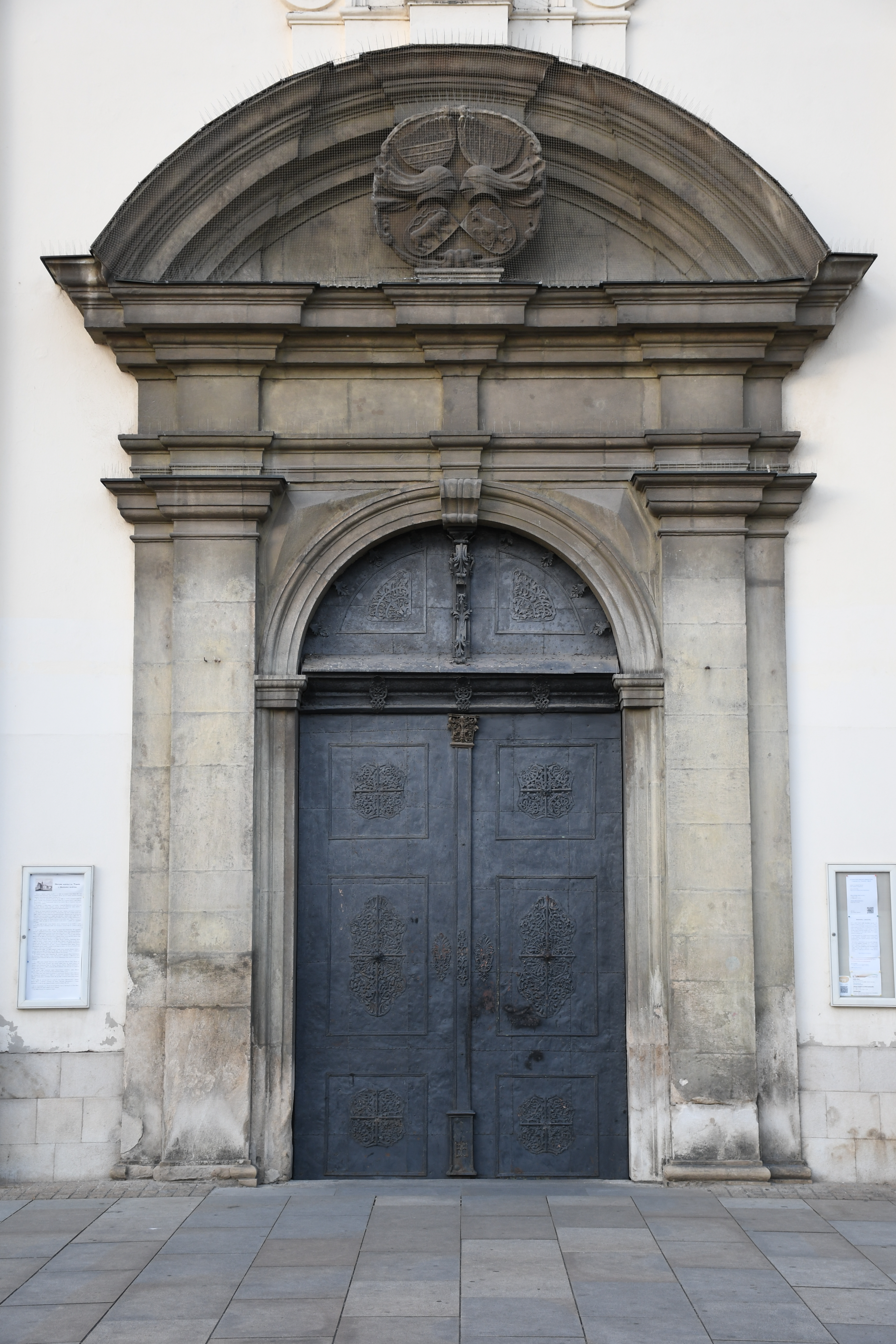
Главный портал храма.
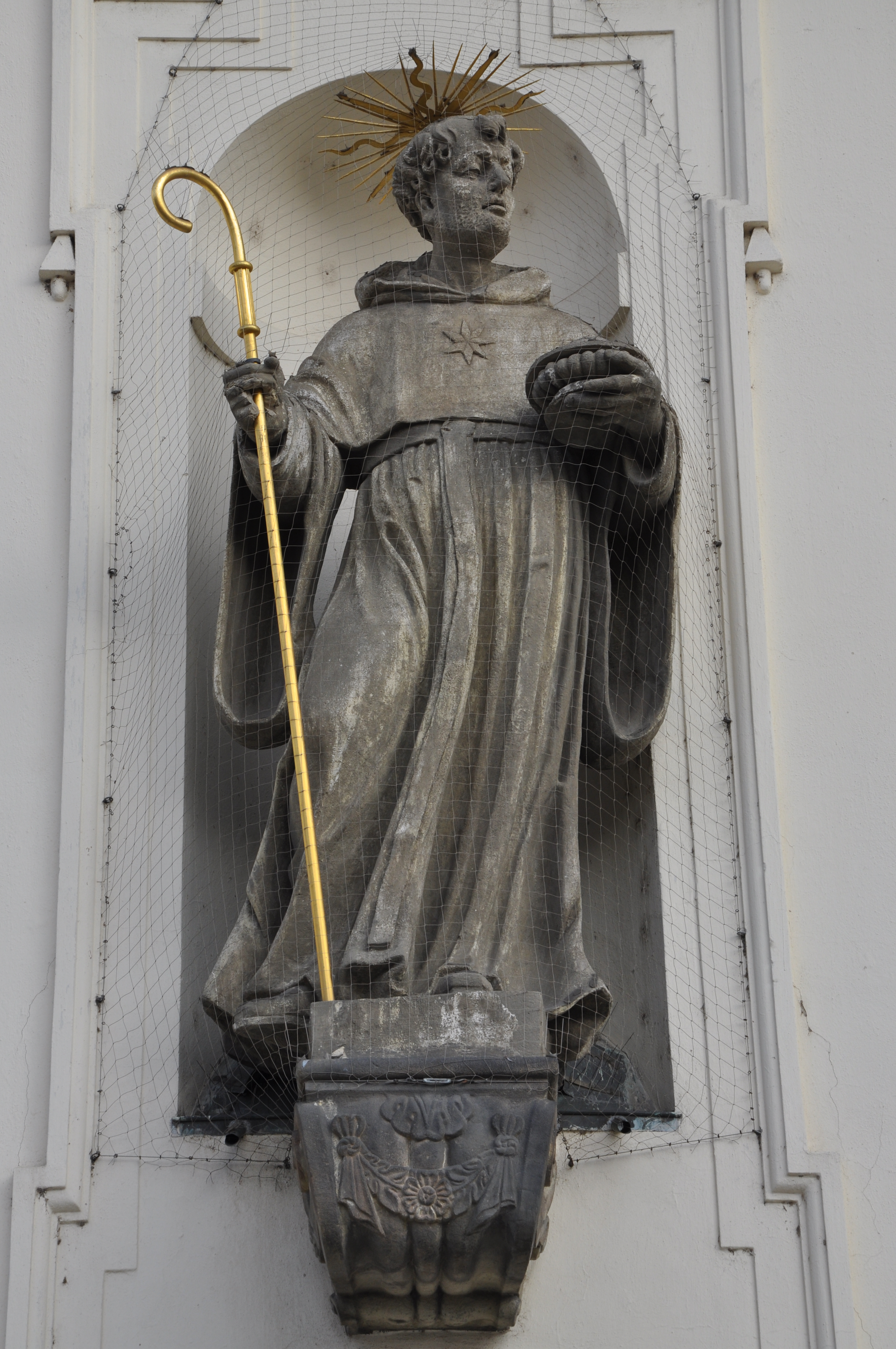
Скульптура на первом уровне фасада. Николай Толентинский.
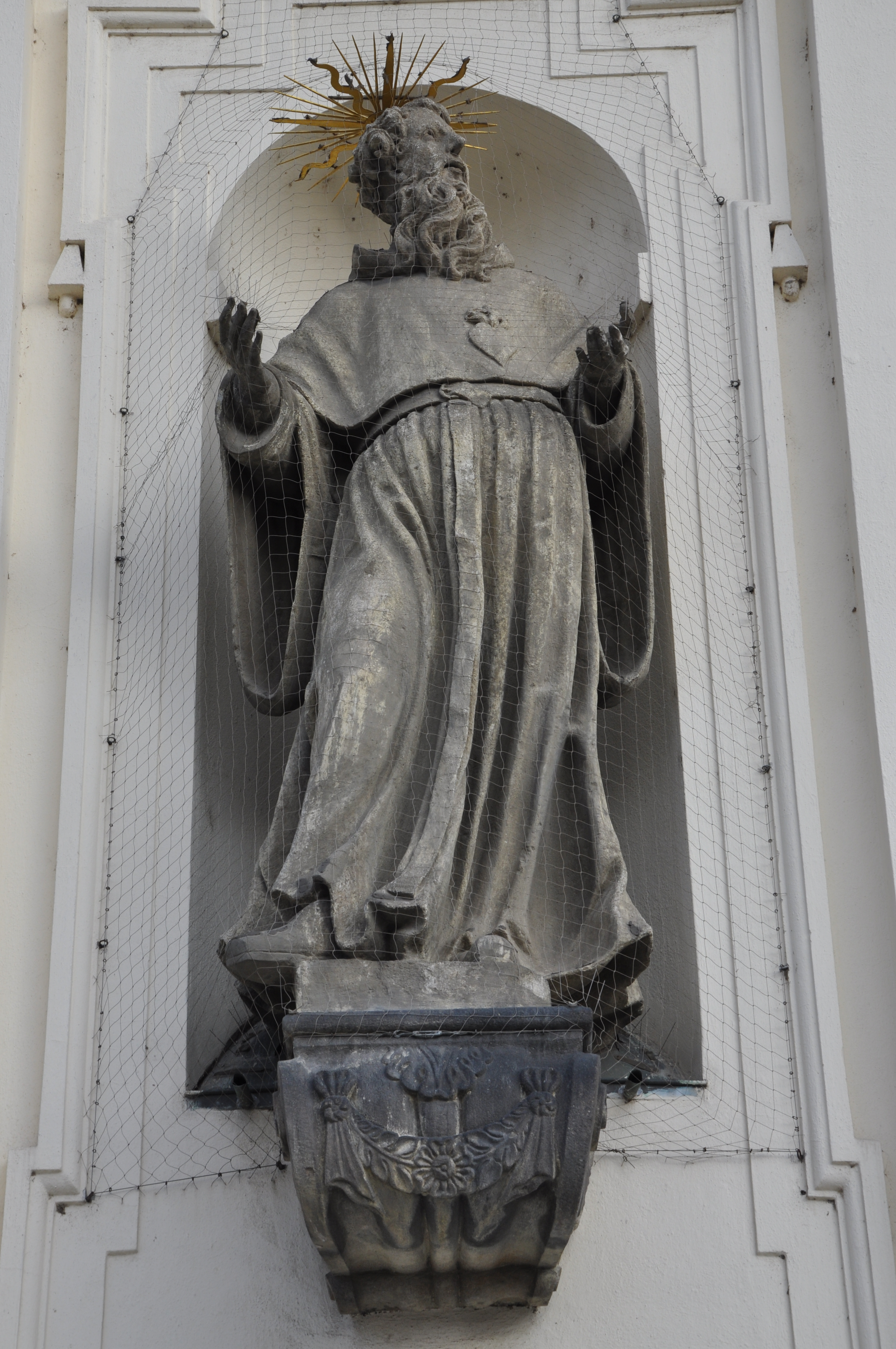
Скульптура на первом уровне фасада. Августин Блаженный.
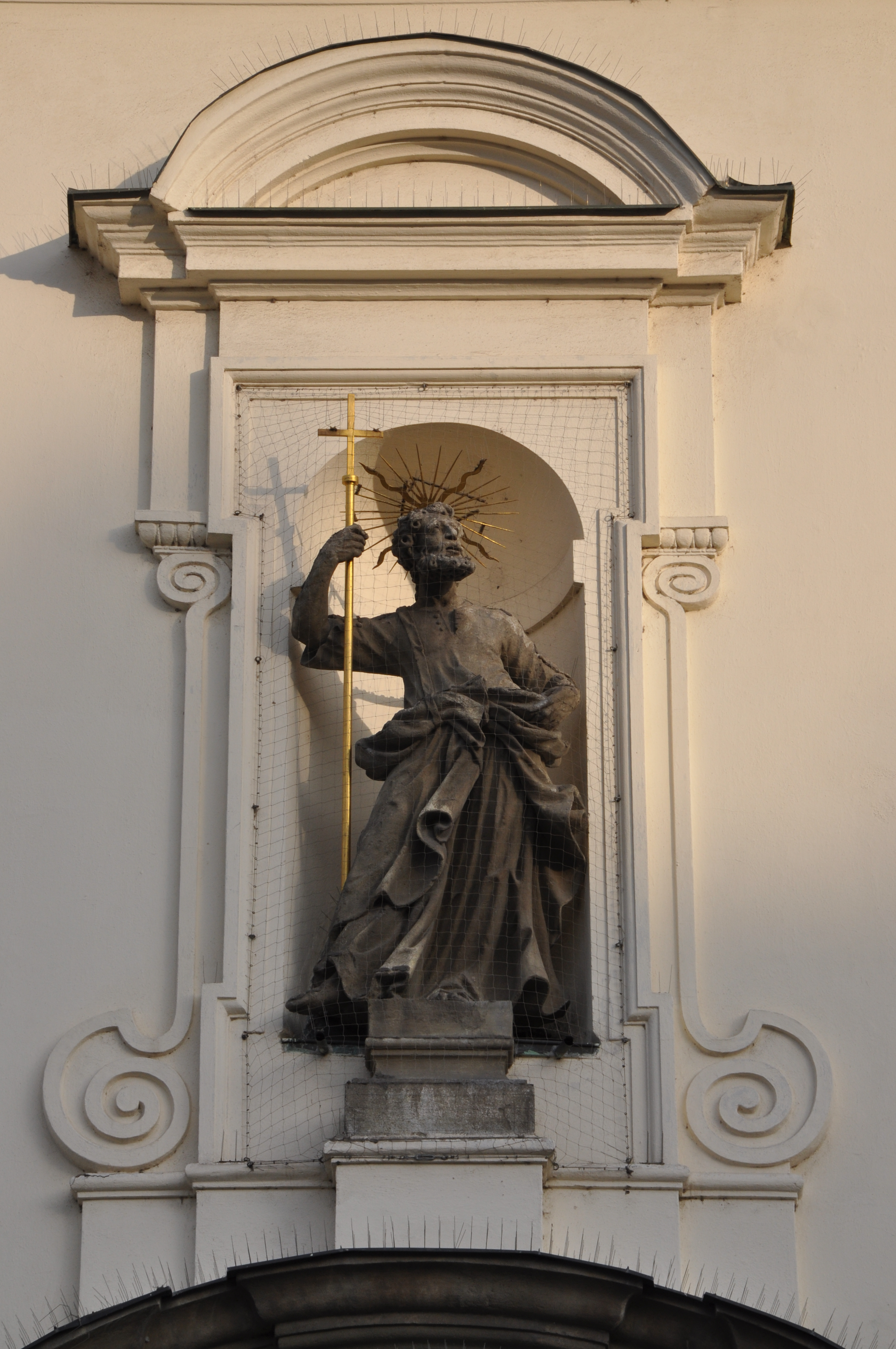
Скульптура над порталом. Апостол Фома.
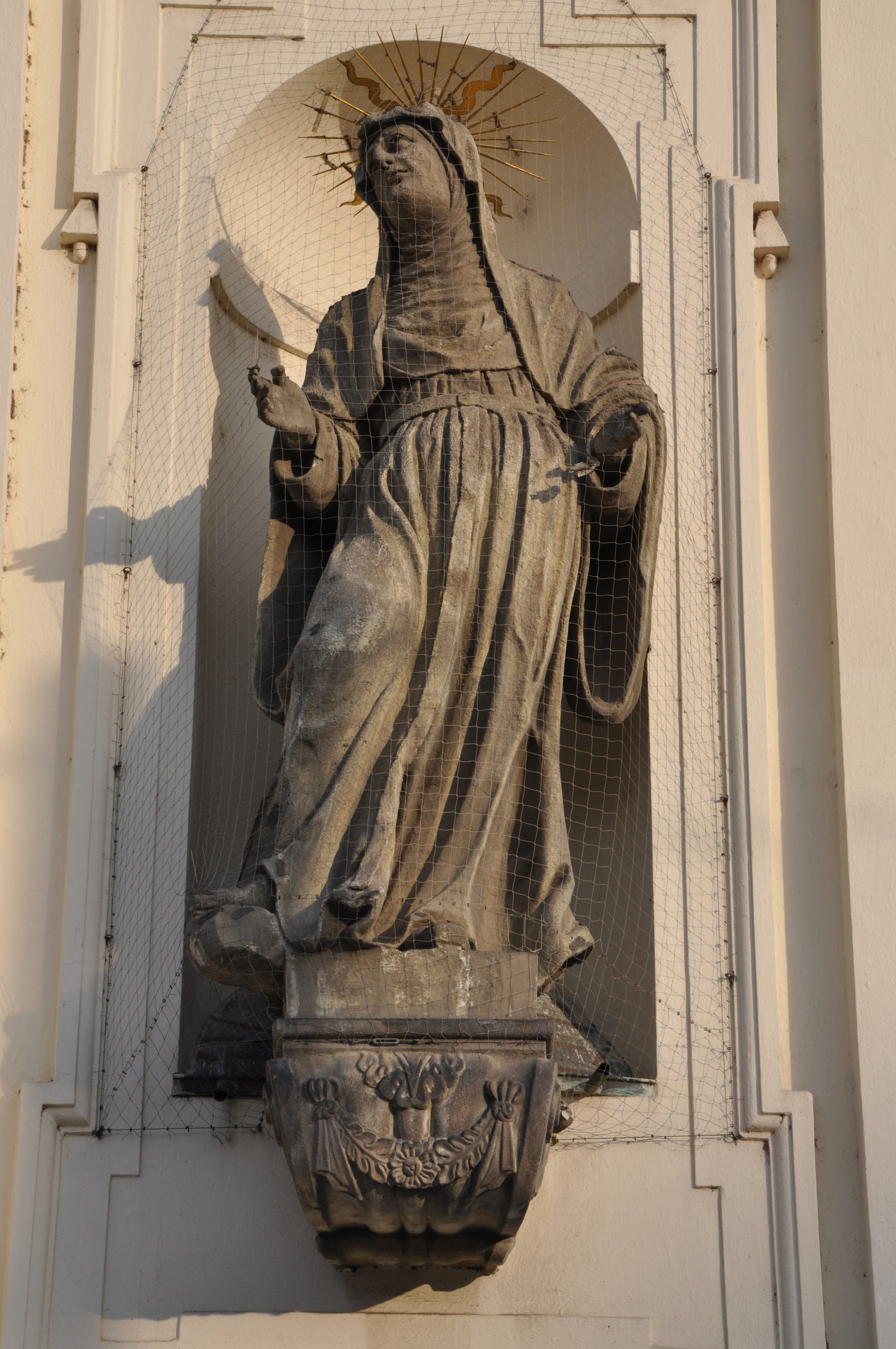
Скульптура на первом уровне фасада. Святая Моника.
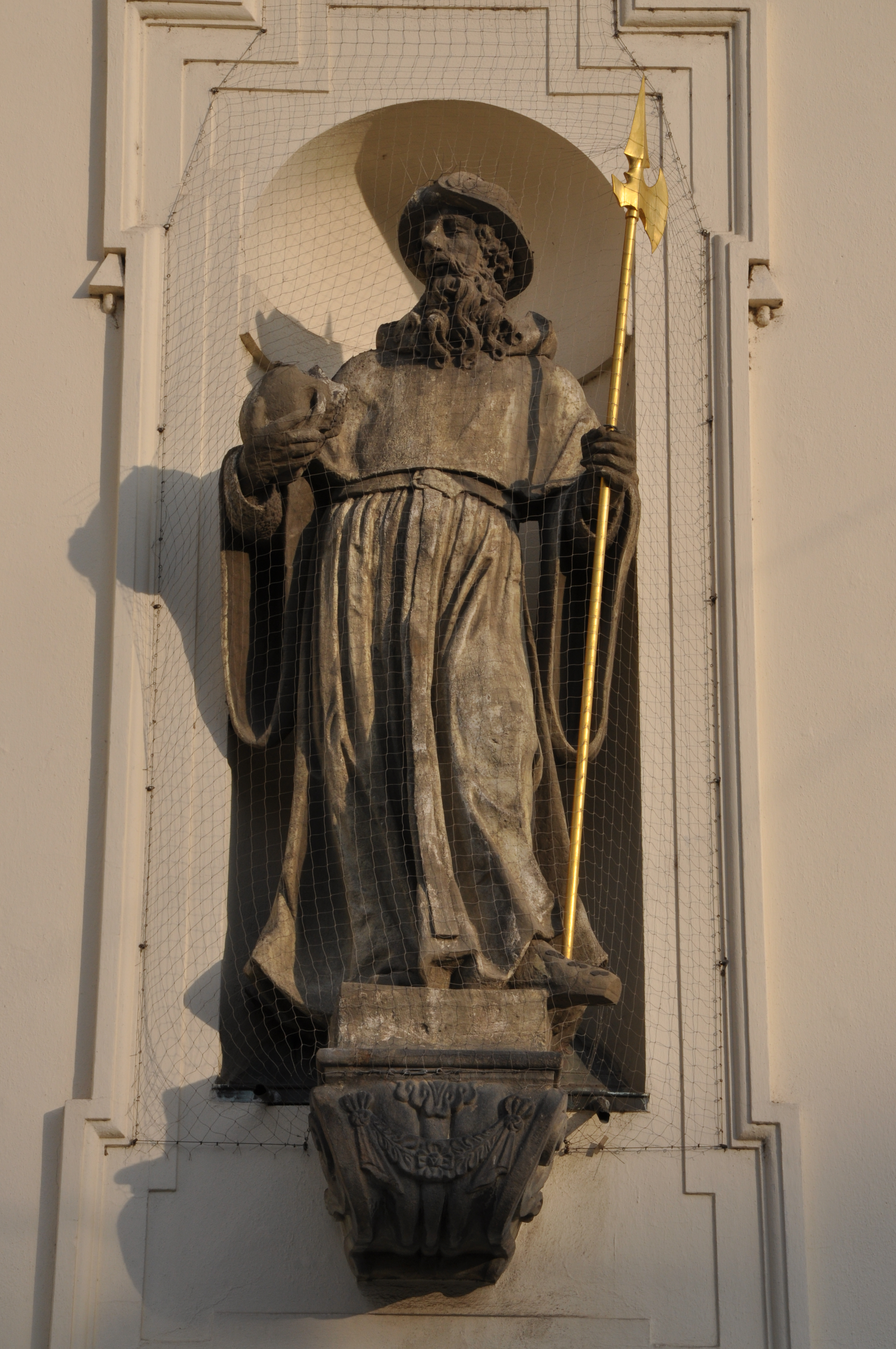
Скульптура на первом уровне фасада. Святой Эгидий.
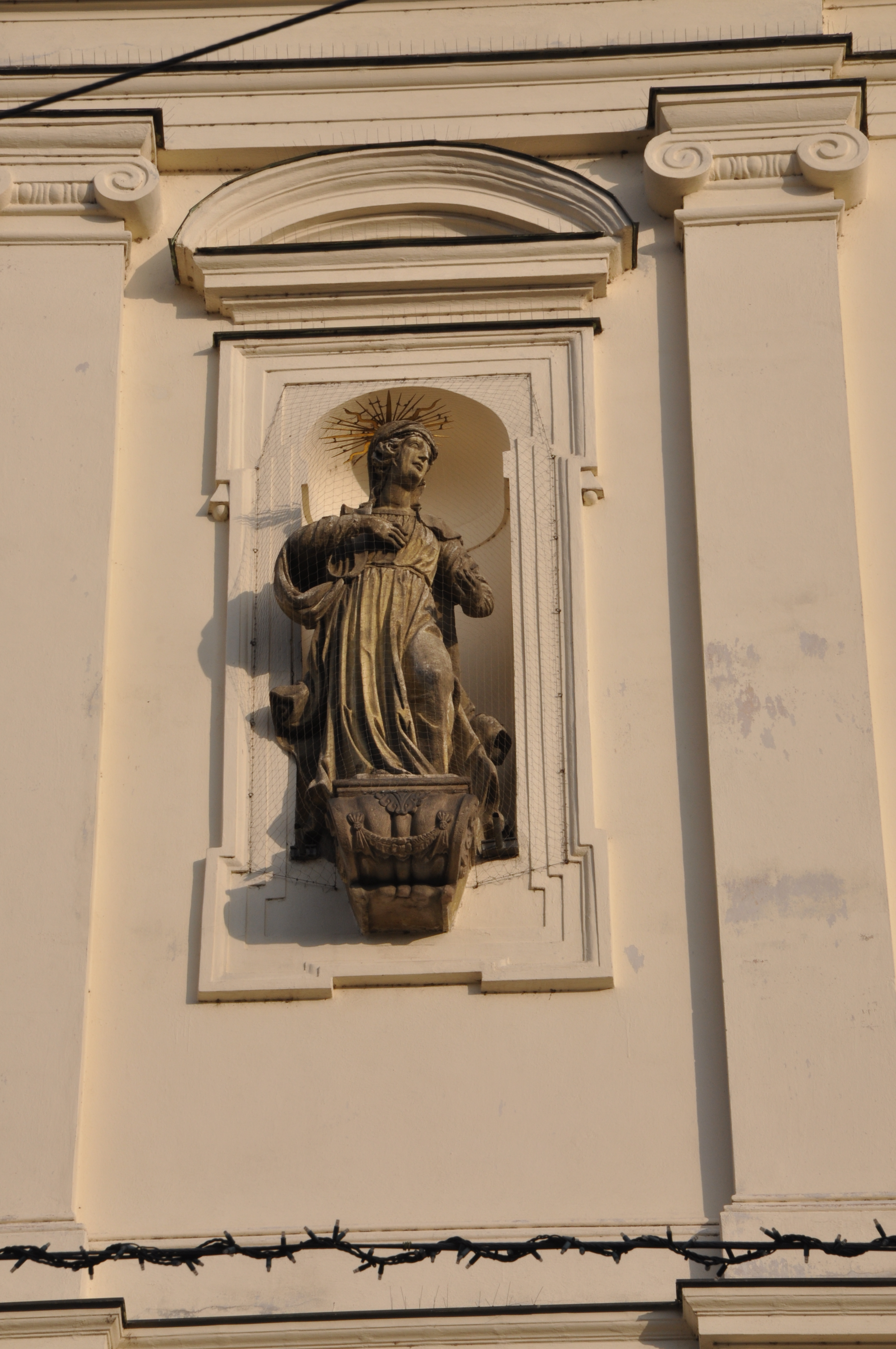
Скульптурная группа «Благовещение» на втором уровне фасада. Дева Мария.
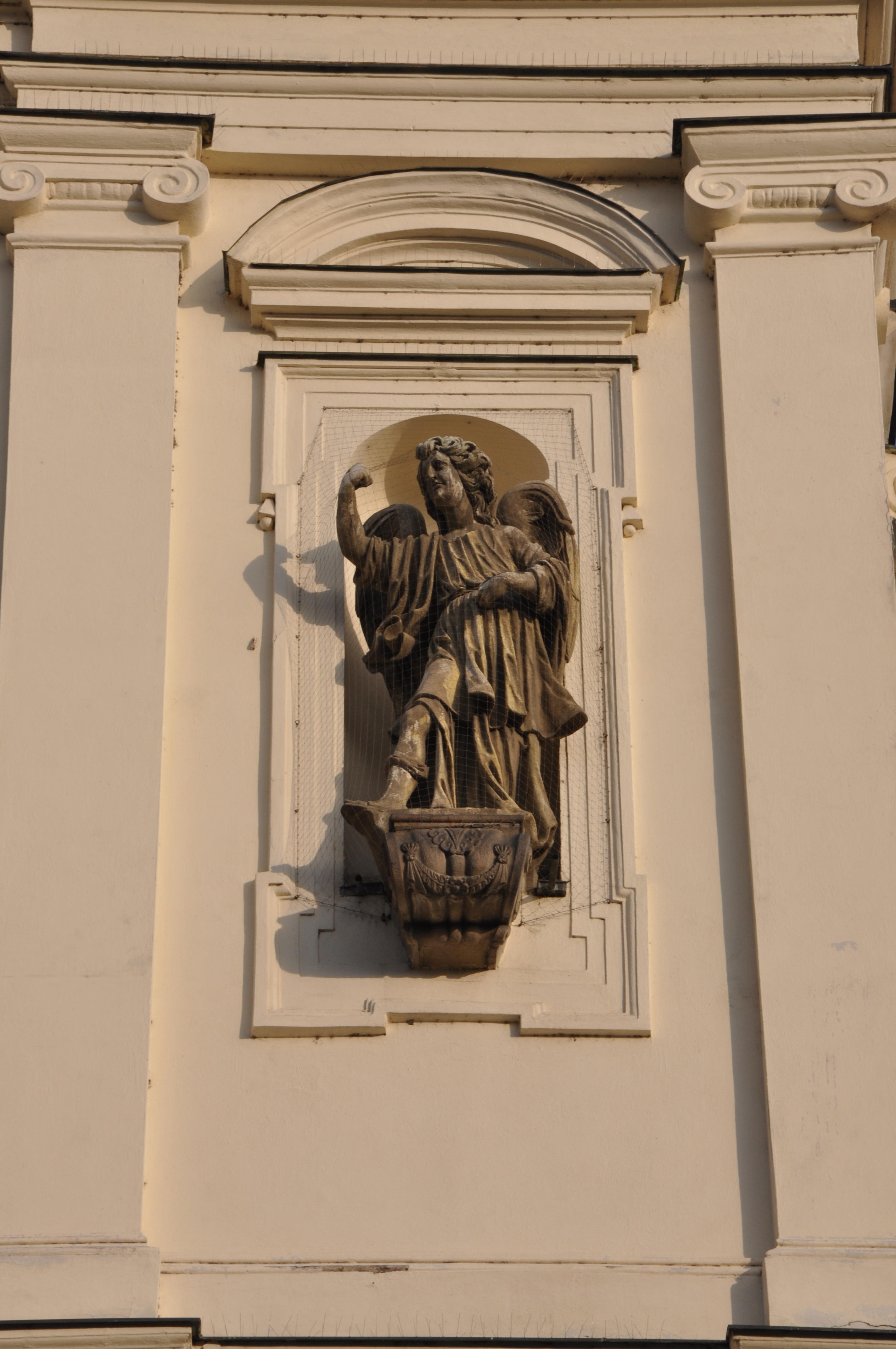
Скульптурная группа «Благовещение» на втором уровне фасада. Архангел Гавриил.